# Сесілія Грірсон
Сесі́лія Грі́рсон (ісп. Cecilia Grierson, нар. 22 листопада 1859, Буенос-Айрес — пом. 10 квітня 1934, там само) — аргентинська лікарка (акушерство і гінекологія), освітянка, феміністка, піонерка навчання медсестер в Аргентині. Перша аргентинська жінка-лікарка

## Життєпис
Сесилія Грірсон народилася у родині ірландки Джейн Даффі і шотландця Джона Періша Робетсона Грірсона 22 листопада 1859 року у Буенос-Айресі старшою з шести дітей. Провела дитинство у провінції Ентре-Ріос і Уругваї. У 6 років її відправили до Буенос-Айреса до англійської школи, але черезсмерть батька вона змушена перервати навчання і повернутися додому, щоб допомагати матері доглядати молодших братів. Пізніше влаштувалася на роботу гувернанткою до родини знайомих, щоб допомогти родині фінансово. У віці 14 років з матір'ю організувала школу, де навчала сільських дітей.
Наступного року вступила до Нормальної школи для дівчат у Буенос-Айресі, яку закінчила 1878 року, отримавши вчительську професію. За призначенням Домінго Фаустіно Сарм'єнто обійняла посаду у школі і на свою платню перевезла родину до столиці.
Не була одружена, дітей не мала.
Незадовго до смерті перебралася у містечко Лос-Кокос у провінції Кордова. Померла 10 квітня 1934 року у Буенос-Айресі. Похована на Британському цвинтарі Буенос-Айреса (секція кладовища Ла-Чакаріта).

## Діяльність
Хвороба і смерть близької подруги зародили у Грінсон бажання присвятити життя медицині. На той час в Аргентині жодна жінка ще не отримувала диплом доктора медицини, хоча формально правила жодного університету не забороняли жінкам навчання на цій спеціальності. 1883 року Грірсон вступила на Факультет медичних наук Університету Буенос-Айреса. Під час навчання отримала роботу асистентки у Лабораторії гістології, яку виконувала безкоштовно.
1886 року у Буенос-Айресі спалахнула епідемія холери, і Сесилію Грірсон разом з іншими студентами-медиками направили доглядати за хворими. Виснажлива праця тих часів спонукала Грінсон замислитися про потребу навчання медсестер.

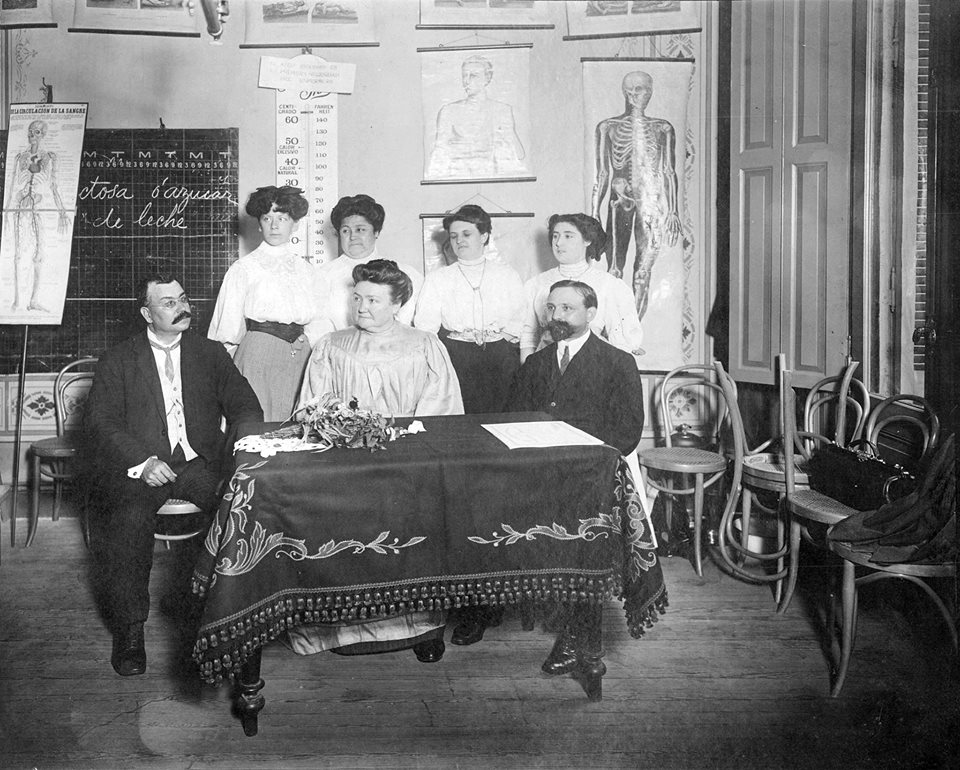
Сесилія Грірсон в Університеті Буенос-Айреса (1909)

Сесилія Грірсон працювала інтерном в Університетській лікарні у Буенос-Айресі, а 1888 року отримана посаду молодшої практикантки у Жіночій лікарні. Дипломну роботу «Гістеро-оваріоектомії, проведені у Жіночій лікарні з 1883 по 1886» захистила 2 липня 1889 року.
Отримавши диплом, Грірсон працювала у Лікарні Сан-Роке акушеркою-гінекологинею. Попри наявність відповідної освіти, проводити хірургічні втручання їй не дозволяли. Одночасно Грінсон стала викладати анатомії в Академії мистецтв.
1890 року Сесилія Грірсон заснувала першу у Латинській Америці школу медсестер, для якої склала план навчання і де встановила носіння уніформи для медсестер, яка згодом розповсюдилася по більшості латиноамериканських країн. Вона залишалася директоркою Школи до 1913 року.
1891 року Грірсон стала однією з засновників Медичної асоціації Аргентини. 1892 року заснувала Аргентинську спільноту першої допомоги, яка пізніше злилася з Червоним хрестом. Грірсон також виступила з ініціативою створення центрів першої допомоги у сільській місцевості і шкіл для дітей з вадами розвитку.
1892 року була у команді хірургів, які провели перший кесарів розтин в Аргентині.
З 1892 по 1899 роки Грірсон була членкинею Національної ради освіти. На цій посаді була відправлена до Європи переймати передовий досвід у галузі професійної освіти і повернулася з новими навчальними планами.
1894 року Сесилія Грірсон подала свою кандидатуру на посаду викладачки кафедри акушерства в університеті, але їй відмовили, бо вона жінка.
1901 року Грірсон заснувала Національну асоціацію акушерства і її журнал, щоб поширити наукові знання серед повитух, які на той час зазвичай не мали медичної освіти. 1904 року вона починає читати курс «Медична гімнастика і кінезітерапія» на факультеті медицини, отримавши посаду на кафедрі медичної фізики.
1916 року Грірсон вийшла на пенсію і полишила викладацьку діяльність. Тим не менш, 1927 року уряд знову послав її до Європи переймати досвід розвинутих країн у царині освіти. Тоді ж вона відвідала Перший міжнародний конгрес євгеніки у Лондоні.

## Соціальний активізм

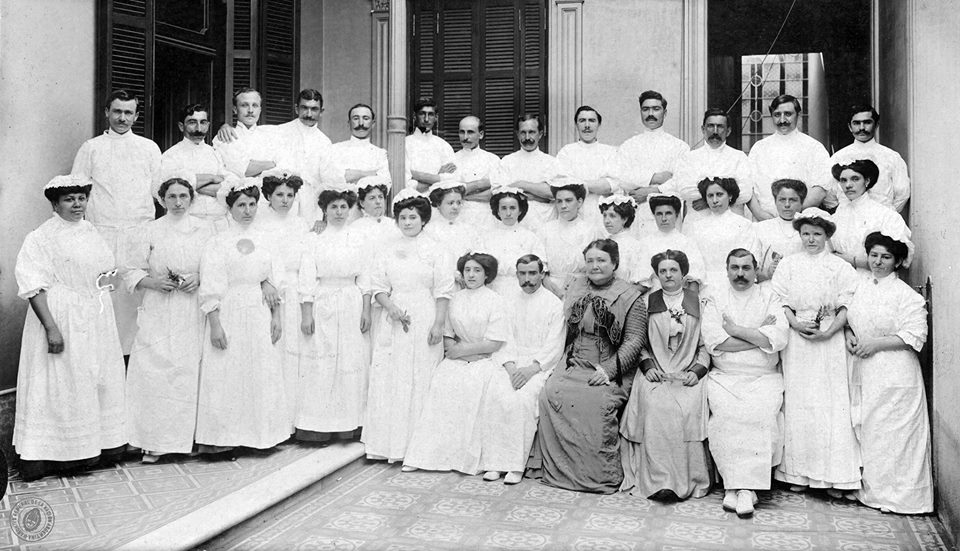
Сесилія Грірсон і її студентки (1910)

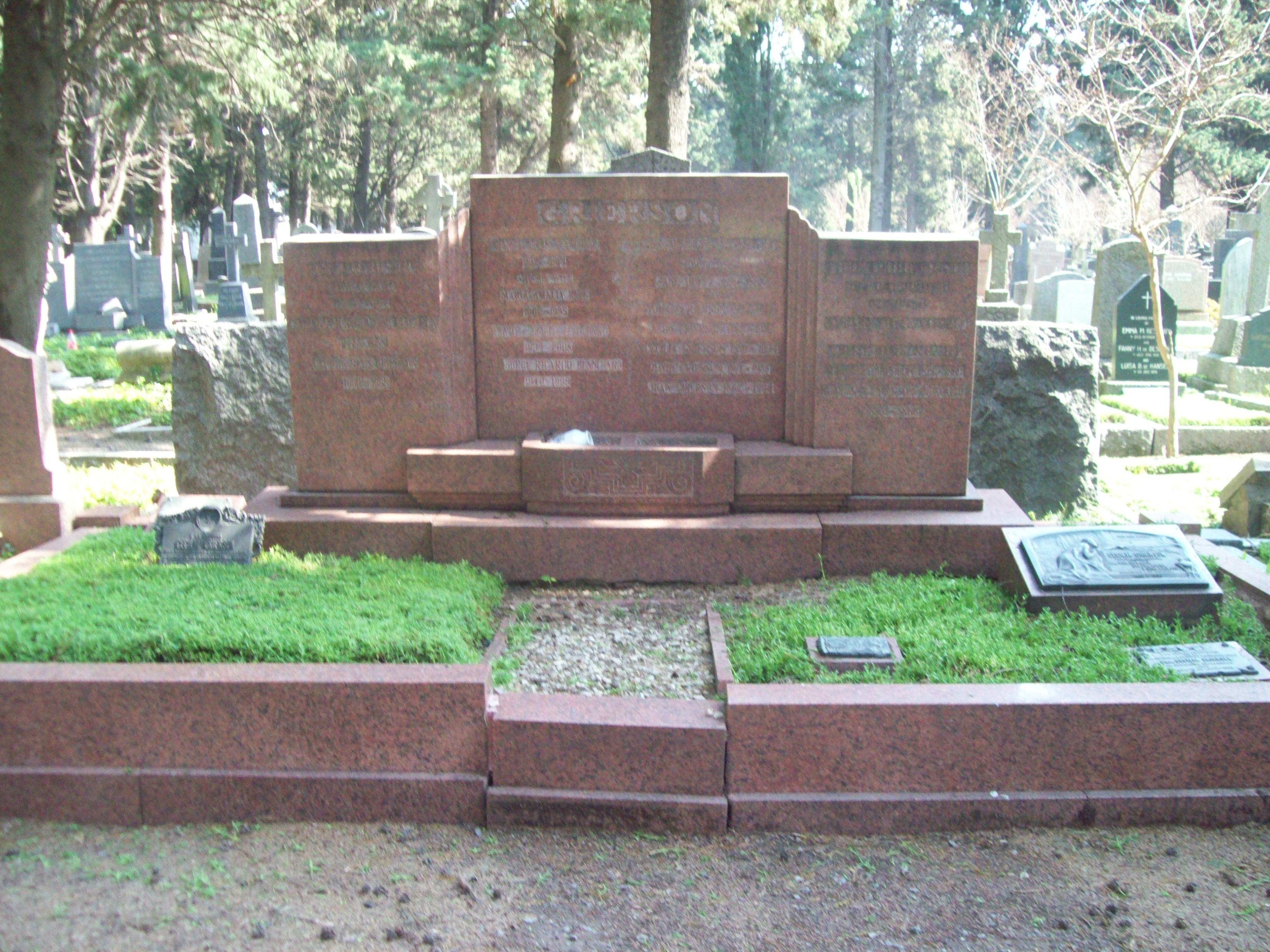
Могила Сесилії Грірсон

1899 року Грірсон брала участь у Міжнародній раді жінок у Лондоні, а наступного року виступила однією із засновниць Національної жіночої ради в Аргентині. Вона була активною учасницею феміністичного руху в Аргентині, зокрема відстоювала права жінок на освіту, виборчі права, право на декретну відпустку, була членкинею Соціалістичної партії. Також вона опублікувала дослідження діючого на той час Цивільного кодексу, згідно з яким одружена жінка мала права, аналогічні до прав малолітньої дитини. Це дослідження стало основою реформи 1926 року, яка надала жінкам більше прав.
1902 року Сесилія Грірсон заснувала Школу домашньої економії, а також просувала освіту для дітей дошкільного віку, людей з вадами зору, глухонімих і з інвалідністю.
1924 року Грінсон стала членкинею асоціації «Птахи Аргентини» і приділяла багато уваги збереженню птахів і природи.

## Твори
- 1889 — Гістеро-оваріоектомії, проведені у Жіночій лікарні з 1883 по 1886 (ісп. Histero-ovariotomías efectuada en el Hospital de Mujeres desde 1883 a 1886)
- 1897 — Практичний масаж (ісп. Masaje Práctico)
- 1899 — Освіта для жінки (ісп. Educación para la mujer)
- 1909 — Перша допомога у разі нещасного випадку і несподіваних нездужань (ісп. Primeros auxilios en el caso de accidente e indisposiciones repentinas)
- 1910 — Навчання сліпого і догляд за хворим (ісп. La educación del ciego y cuidado del enfermo)
- 1912 — Посібник медсестри (ісп. Guía de la enfermera)
- 1912 — Догляд за хворими (ісп. Cuidado de enfermos)
- 1925 — Колонія в Монте-Гранде. Перше і єдина шотландська колонія в Аргентині (ісп. Colonia de Monte Grande. Primera y única colonia formada por escoceses en Argentina)

## Визнання

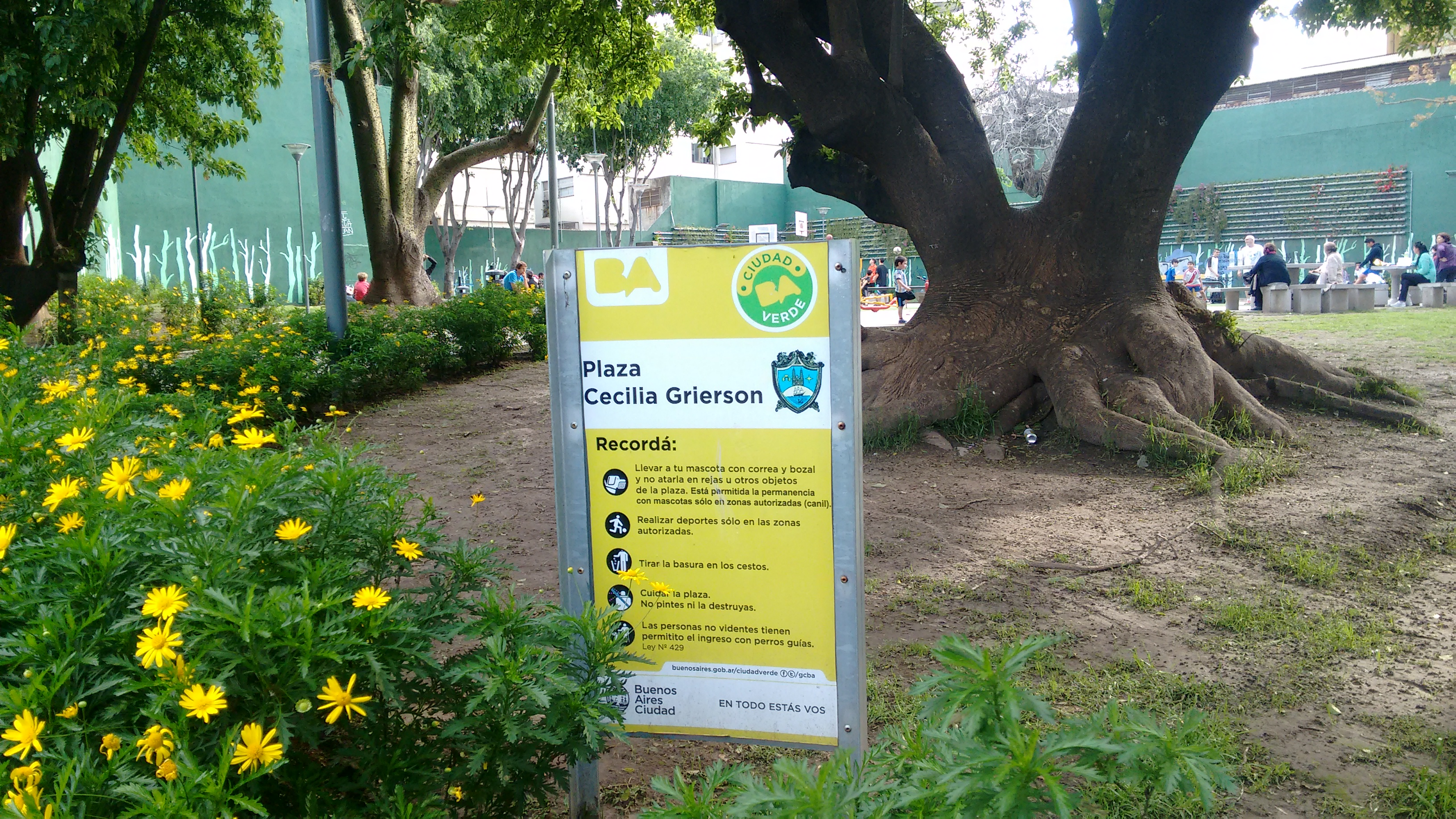
Площа Сесилії Грірсон у Буенос-Айресі

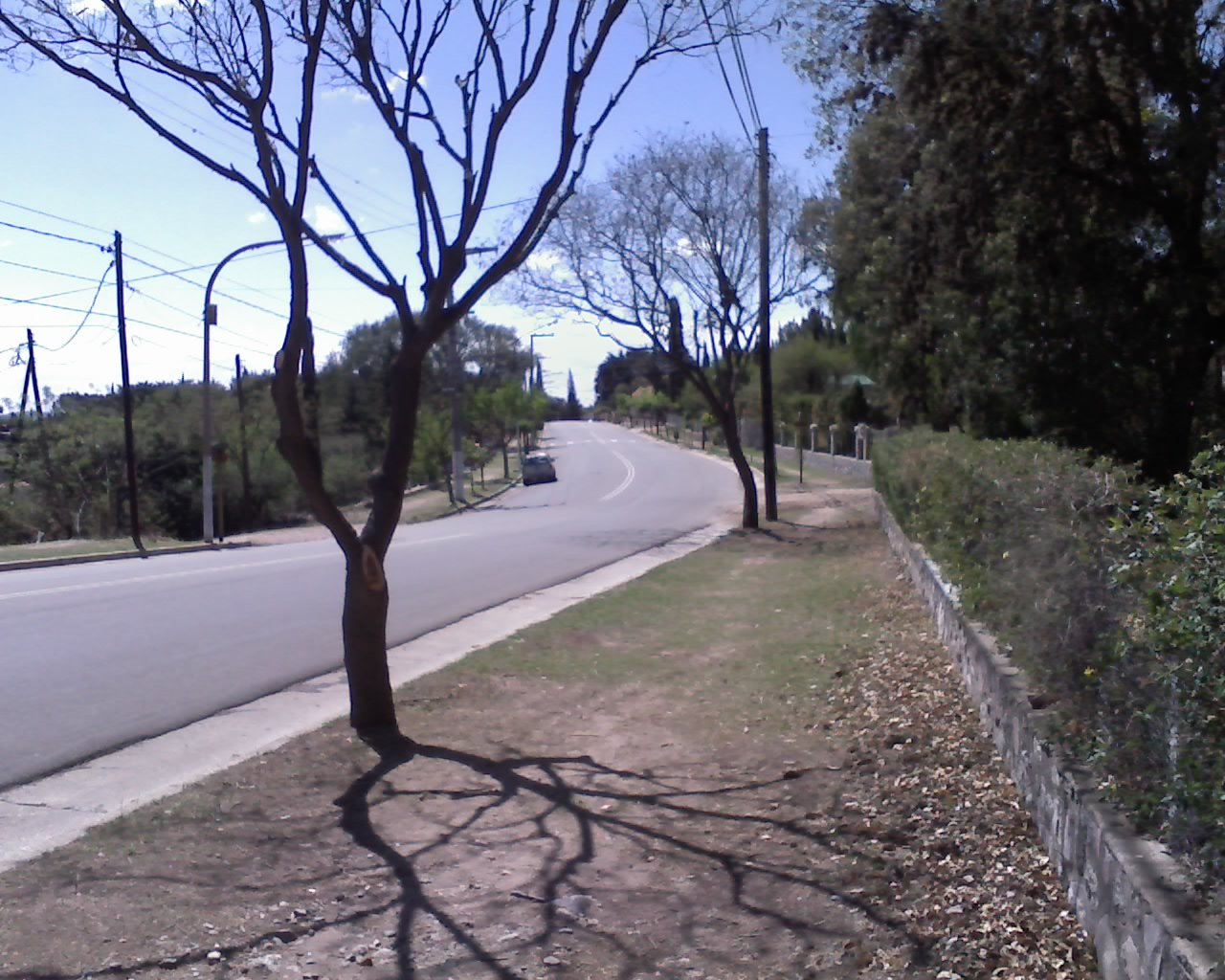
Вулиця Сесилії Грірсон у Лос-Кокосі

За життя Сесилія Грірсон отримала велику кількість нагород у царині освіти і медицини в Аргентині.
У декількох аргентинських містах є вулиці, названі іменем Сесилії Грірсон. Зокрема указом № 49668 від 1995 року її ім'я носить вулиця, яка є межею буенос-айреських районів Пуерто-Мадеро і Ретіро. Також вулиця Сесилії Грірсон є місті Лос-Кокос, де вона прожила останні роки. 1980 року указом N° 35.659-1980, BM N° 16.252 було створено площу Сесилії Грірсон у районі Сан-Тельмо. 1991 року площа була захоплена безхатьками, які почали там жити, і лише 2015 року була відкрита знову.
Іменем Сесилії Грірсон названо декілька навчальних закладів, зокрема Національна школа медсестер, середня школа № 13 в окрузі Морено, школа № 502 міста Танділь, дитячий садочок у місті Кіто (Еквадор). Також її іменем названа лікарня у місті Герніка.
Портрет Грірсон висить у Салоні аргентинських жінок у президентському палаці Каса-Росада як однієї з найвизначніших жінок в історії Аргентини.
Пошта Аргентини випустила марку на її честь.
22 листопада 2016 року Гугл присвятив дудл 157-й річниці з дня народження Сесилії Грірсон.
2016 року було створено науковий архів імені Сесилії Грірсон, куди увійшли усі наукові праці, створені за час існування Аргентини як держави.